# Clasificación de Asia para los Juegos Olímpicos de Barcelona 1992
La Clasificación de Asia para los Juegos Olímpicos de Barcelona 1992 se jugó con dos ronda del 18 de mayo de 1991 al 30 de enero de 1992 para definir a 3 clasificados entre 28 países a fútbol en los Juegos Olímpicos de Barcelona 1992. Esta es la primera ocasión en la que el torneo clasificatorio se juega con selecciones sub-23.

## Primera ronda

### Grupo A
Los partidos se jugaron del 30 de agosto al 20 de octubre de 1991.
| País                   | J | G | E | P | GF | GC | GD  | Pts |
| ---------------------- | - | - | - | - | -- | -- | --- | --- |
| Catar                  | 8 | 6 | 1 | 1 | 16 | 4  | +12 | 13  |
| Irán                   | 8 | 5 | 2 | 1 | 19 | 6  | +13 | 12  |
| Emiratos Árabes Unidos | 8 | 2 | 3 | 3 | 8  | 8  | 0   | 7   |
| Yemen                  | 8 | 2 | 3 | 3 | 7  | 9  | −2  | 7   |
| Pakistán               | 8 | 0 | 0 | 8 | 0  | 23 | −23 | 0   |

| Equipo 1               | Resultado | Equipo 2               |
| ---------------------- | --------- | ---------------------- |
| Yemen                  | 1–0       | Pakistán               |
| Qatar                  | 2–0       | Irán                   |
| Irán                   | 2–2       | Emiratos Árabes Unidos |
| Yemen                  | 1-1       | Qatar                  |
| Pakistán               | 0-4       | Qatar                  |
| Emiratos Árabes Unidos | 2-1       | Yemen                  |
| Yemen                  | 1–1       | Irán                   |
| Pakistán               | 0-1       | Emiratos Árabes Unidos |
| Qatar                  | 2–1       | Emiratos Árabes Unidos |
| Irán                   | 5–0       | Pakistán               |
| Pakistán               | 0-2       | Yemen                  |
| Irán                   | 2–0       | Qatar                  |
| Emiratos Árabes Unidos | 0-1       | Irán                   |
| Qatar                  | 3–0       | Yemen                  |
| Qatar                  | 2–0       | Pakistán               |
| Yemen                  | 0-0       | Emiratos Árabes Unidos |
| Irán                   | 2–1       | Yemen                  |
| Emiratos Árabes Unidos | 2–0       | Pakistán               |
| Emiratos Árabes Unidos | 0–2       | Qatar                  |
| Pakistán               | 0–6       | Irán                   |

### Grupo B
Todos los partidos se jugaron en Hyderabad, India del 4 al 14 de agosto de 1991.
| País   | J | G | E | P | GF | GC | GD | Pts |
| ------ | - | - | - | - | -- | -- | -- | --- |
| Kuwait | 4 | 3 | 1 | 0 | 6  | 3  | +3 | 7   |
| Siria  | 4 | 2 | 2 | 0 | 3  | 1  | +2 | 6   |
| Omán   | 4 | 1 | 2 | 1 | 2  | 2  | 0  | 4   |
| Líbano | 4 | 1 | 0 | 3 | 4  | 5  | −1 | 2   |
| India  | 4 | 0 | 1 | 3 | 3  | 7  | −4 | 1   |

| Equipo 1 | Resultado | Equipo 2 |
| -------- | --------- | -------- |
| India    | 1–1       | Omán     |
| Siria    | 0-1       | Líbano   |
| Kuwait   | 1-0       | Omán     |
| India    | 1-3       | Líbano   |
| Siria    | 1-1       | Kuwait   |
| Omán     | 1-0       | Líbano   |
| India    | 0–1       | Siria    |
| Líbano   | 1-2       | Kuwait   |
| Omán     | 0-0       | Siria    |
| Kuwait   | 2-1       | India    |

### Grupo C
Todos los partidos se jugaron en Manama, Baréin del 19 al 25 de septiembre de 1991.
| País           | J                  | G                  | E                  | P                  | GF                 | GC                 | GD                 | Pts                |
| -------------- | ------------------ | ------------------ | ------------------ | ------------------ | ------------------ | ------------------ | ------------------ | ------------------ |
| Baréin         | 3                  | 2                  | 0                  | 1                  | 10                 | 2                  | +8                 | 4                  |
| Arabia Saudita | 3                  | 2                  | 0                  | 1                  | 8                  | 3                  | +5                 | 4                  |
| Jordania       | 3                  | 2                  | 0                  | 1                  | 9                  | 5                  | +4                 | 4                  |
| Sri Lanka      | 3                  | 0                  | 0                  | 3                  | 1                  | 18                 | −17                | 0                  |
| Afganistán     | abandonó el torneo | abandonó el torneo | abandonó el torneo | abandonó el torneo | abandonó el torneo | abandonó el torneo | abandonó el torneo | abandonó el torneo |

| Equipo 1       | Resultado | Equipo 2       |
| -------------- | --------- | -------------- |
| Sri Lanka      | 0-6       | Baréin         |
| Arabia Saudita | 1-2       | Jordania       |
| Baréin         | 4-0       | Jordania       |
| Sri Lanka      | 1-5       | Arabia Saudita |
| Jordania       | 7-0       | Sri Lanka      |
| Baréin         | 0-2       | Arabia Saudita |

### Grupo D
Los partidos se jugaron en Seúl, Corea del Sur y Kuala Lumpur, Malasia del 18 de mayo al 7 de julio de 1991.
| País          | J | G | E | P | GF | GC | GD  | Pts |
| ------------- | - | - | - | - | -- | -- | --- | --- |
| Corea del Sur | 8 | 7 | 1 | 0 | 30 | 1  | +29 | 15  |
| Tailandia     | 8 | 5 | 0 | 3 | 25 | 9  | +16 | 10  |
| Malasia       | 8 | 4 | 1 | 3 | 13 | 7  | +6  | 9   |
| Bangladés     | 8 | 3 | 0 | 5 | 14 | 15 | −1  | 6   |
| Filipinas     | 8 | 0 | 0 | 8 | 1  | 51 | −50 | 0   |

| Equipo 1      | Resultado | Equipo 2      |
| ------------- | --------- | ------------- |
| Corea del Sur | 10–0      | Filipinas     |
| Bangladés     | 2–3       | Tailandia     |
| Filipinas     | 0-5       | Malasia       |
| Corea del Sur | 5-0       | Bangladés     |
| Bangladés     | 0-1       | Malasia       |
| Corea del Sur | 2-1       | Tailandia     |
| Tailandia     | 4–1       | Malasia       |
| Filipinas     | 0-8       | Bangladés     |
| Filipinas     | 1-7       | Tailandia     |
| Corea del Sur | 0–0       | Malasia       |
| Malasia       | 1-0       | Tailandia     |
| Filipinas     | 0-7       | Corea del Sur |
| Malasia       | 0-2       | Corea del Sur |
| Tailandia     | 4–0       | Bangladés     |
| Bangladés     | 0-1       | Corea del Sur |
| Malasia       | 5-0       | Filipinas     |
| Bangladés     | 3-0       | Filipinas     |
| Tailandia     | 0-2       | Corea del Sur |
| Tailandia     | 6-0       | Filipinas     |
| Malasia       | 0–1       | Bangladés     |

### Grupo E
Los partidos se jugaron en Pionyang, Corea del Norte y Pekín, China del 15 de agosto al 3 de septiembre de 1991.
| País            | J | G | E | P | GF | GC | GD  | Pts |
| --------------- | - | - | - | - | -- | -- | --- | --- |
| China           | 8 | 7 | 1 | 0 | 51 | 1  | +50 | 15  |
| Corea del Norte | 8 | 6 | 1 | 1 | 27 | 3  | +24 | 13  |
| Singapur        | 8 | 3 | 1 | 4 | 14 | 16 | −2  | 7   |
| Maldivas        | 8 | 1 | 1 | 6 | 5  | 47 | −42 | 3   |
| Nepal           | 8 | 1 | 0 | 7 | 4  | 34 | −30 | 2   |

| Equipo 1        | Resultado | Equipo 2        |
| --------------- | --------- | --------------- |
| Corea del Norte | 5–0       | Nepal           |
| Maldivas        | 0-12      | China           |
| Corea del Norte | 2–0       | Singapur        |
| Nepal           | 0-1       | Maldivas        |
| Corea del Norte | 4-0       | Maldivas        |
| Singapur        | 0-3       | China           |
| Nepal           | 0-4       | China           |
| Maldivas        | 1-1       | Singapur        |
| Nepal           | 1-4       | Singapur        |
| Corea del Norte | 1-1       | China           |
| Nepal           | 0-5       | Corea del Norte |
| China           | 17–0      | Maldivas        |
| Singapur        | 1-3       | Corea del Norte |
| Maldivas        | 1-2       | Nepal           |
| Maldivas        | 0-7       | Corea del Norte |
| China           | 3-0       | Singapur        |
| China           | 10-0      | Nepal           |
| Singapur        | 4-2       | Maldivas        |
| Singapur        | 4-1       | Nepal           |
| China           | 1-0       | Corea del Norte |

### Grupo F
Los partidos se jugaron del 8 de junio al 14 de julio de 1991.
| País         | J                  | G                  | E                  | P                  | GF                 | GC                 | GD                 | Pts                |
| ------------ | ------------------ | ------------------ | ------------------ | ------------------ | ------------------ | ------------------ | ------------------ | ------------------ |
| Japón        | 6                  | 5                  | 0                  | 1                  | 14                 | 5                  | +9                 | 10                 |
| Hong Kong    | 6                  | 2                  | 3                  | 1                  | 6                  | 6                  | 0                  | 7                  |
| Indonesia    | 6                  | 1                  | 2                  | 3                  | 6                  | 10                 | −4                 | 4                  |
| China Taipéi | 6                  | 1                  | 1                  | 4                  | 5                  | 10                 | −5                 | 3                  |
| Laos         | abandonó el torneo | abandonó el torneo | abandonó el torneo | abandonó el torneo | abandonó el torneo | abandonó el torneo | abandonó el torneo | abandonó el torneo |

| Equipo 1     | Resultado | Equipo 2     |
| ------------ | --------- | ------------ |
| Hong Kong    | 1-1       | China Taipéi |
| Indonesia    | 1-2       | Japón        |
| Indonesia    | 2–1       | China Taipéi |
| Hong Kong    | 3-1       | Japón        |
| Indonesia    | 0-0       | Hong Kong    |
| China Taipéi | 0-3       | Japón        |
| Japón        | 2-0       | China Taipéi |
| Hong Kong    | 1-1       | Indonesia    |
| Japón        | 3-0       | Hong Kong    |
| China Taipéi | 3-1       | Indonesia    |
| Japón        | 3-1       | Indonesia    |
| China Taipéi | 0–1       | Hong Kong    |

## Segunda Ronda
Los partidos se jugaron en Malasia.
| País          | J | G | E | P | GF | GC | GD  | Pts |
| ------------- | - | - | - | - | -- | -- | --- | --- |
| Catar         | 5 | 4 | 0 | 1 | 4  | 3  | +1  | 8   |
| Corea del Sur | 5 | 3 | 1 | 1 | 6  | 3  | +3  | 7   |
| Kuwait        | 5 | 2 | 2 | 1 | 8  | 3  | +5  | 6   |
| China         | 5 | 3 | 0 | 2 | 7  | 5  | +2  | 6   |
| Japón         | 5 | 1 | 1 | 3 | 8  | 6  | +2  | 3   |
| Baréin        | 5 | 0 | 0 | 5 | 1  | 14 | -13 | 0   |

| 18 de enero de 1992 | Catar    | 1−0 | Baréin | Estadio Merdeka, Kuala Lumpur |  |
|                     | Johar 7' |     |        |                               |  |

| 18 de enero de 1992 | Corea del Sur     | 1−1 | Kuwait         | Estadio Merdeka, Kuala Lumpur |  |
|                     | Noh Jung-yoon 32' |     | Al-Hadiyah 11' |                               |  |

| 19 de enero de 1992 | China                         | 2−1 | Japón      | Estadio Merdeka, Kuala Lumpur |  |
|                     | Cai Sheng 37' · Zhang Jun 51' |     | Harada 18' |                               |  |

| 21 de enero de 1992 | Corea del Sur     | 1−0 | Baréin | Estadio Merdeka, Kuala Lumpur |  |
|                     | Noh Jung-yoon 44' |     |        |                               |  |

| 21 de enero de 1992 | Catar    | 1−0 | China | Estadio Merdeka, Kuala Lumpur |  |
|                     | Adel 75' |     |       |                               |  |

| 22 de enero de 1992 | Kuwait         | 1−1 | Japón     | Estadio Merdeka, Kuala Lumpur |  |
|                     | Al-Khodari 80' |     | Omura 59' |                               |  |

| 24 de enero de 1992 | Catar         | 1−0 | Corea del Sur | Estadio Merdeka, Kuala Lumpur |  |
|                     | Noorallah 39' |     |               |                               |  |

| 25 de enero de 1992 | Kuwait | 0−1 | China         | Estadio Merdeka, Kuala Lumpur |  |
|                     |        |     | Hu Zhijun 28' |                               |  |

| 25 de enero de 1992 | Japón                                                     | 6−1 | Baréin     | Estadio Merdeka, Kuala Lumpur |  |
|                     | Miura 41' 45' 49' · Narahashi 43' · Jinno 68' · Nagai 88' |     | Khaled 81' |                               |  |

| 27 de enero de 1992 | Corea del Sur     | 1−0 | Japón | Estadio Merdeka, Kuala Lumpur |  |
|                     | Kim Byung-soo 88' |     |       |                               |  |

| 27 de enero de 1992 | China                                         | 3−0 | Baréin | Estadio Merdeka, Kuala Lumpur |  |
|                     | Cai Sheng 69' · Li Bing 74' · Hao Haidong 89' |     |        |                               |  |

| 28 de enero de 1992 | Catar | 0−3 | Kuwait                              | Estadio Merdeka, Kuala Lumpur |  |
|                     |       |     | Jasem 44' · Abdullah 69' · Fahd 81' |                               |  |

| 30 de enero de 1992 | Corea del Sur                                                 | 3−1 | China           | Estadio Merdeka, Kuala Lumpur |  |
|                     | Gwak Kyung-keun 3' · Seo Jung-won 6' · Kim Gwi-hwa 10' (pen.) |     | Hao Haidong 79' |                               |  |

| 30 de enero de 1992 | Catar      | 1−0 | Japón | Estadio Merdeka, Kuala Lumpur |  |
|                     | Zainel 48' |     |       |                               |  |

| 30 de enero de 1992 | Kuwait                                  | 3−0 | Baréin | Estadio Merdeka, Kuala Lumpur |  |
|                     | Al-Huwaidi 22' 40' · Marzoug 41' (pen.) |     |        |                               |  |

## Clasificados
- Catar
- Kuwait
- Corea del Sur